# 1772
1772 (MDCCLXXII) fue un año bisiesto comenzado en miércoles según el calendario gregoriano.

## Acontecimientos
- Primer reparto de Polonia, entre Rusia, Prusia y Austria.
- 26 de marzo: José Marcelino de Figueiredo funda Porto Alegre llamándola Nossa Senhora Madre de Deus de Porto Alegre.
- 22 de junio: Dictamen del Tribunal Supremo de Inglaterra por el que la esclavitud pasó a ser una actividad ilícita en Inglaterra, y en consecuencia cualquier esclavo que pisara tierra inglesa obtenía la libertad automáticamente.

## Música
- 29 de abril: Mozart estrena El sueño de Escipión en Salzburgo.
- 26 de diciembre: Mozart estrena Lucio Sila en Milán.

## Nacimientos
- 4 de marzo: Najman de Breslov, Rebe  (f. 1810)
- 7 de febrero: Miguel Ricardo de Álava, militar y político español (f. 1843)
- 7 de abril: Charles Fourier, filósofo francés (f. 1837)
- 11 de abril: Manuel José Quintana, poeta español (f. 1857)
- 19 de abril: David Ricardo, economista británico (f. 1823)
- 1 de mayo: Karl Friedrich von Gärtner, botánico alemán (f. 1850)
- 2 de mayo: Novalis, poeta alemán (f. 1801)
- 1 de julio: Rafael Esteve, gabador español (f. 1847)
- 21 de octubre: Samuel Taylor Coleridge, poeta, crítico y filósofo británico (f. 1834)

## Fallecimientos
- 29 de marzo: Emanuel Swedenborg, teólogo y científico sueco (n. 1688).
- 18 de junio: Gerard van Swieten, médico austriaco de origen neerlandés (n. 1700)
- 7 de diciembre: Martín Sarmiento, escritor y erudito benedictino español (n. 1695).
- Juan Nicolás de Aguirre Barrenechea, alcalde ordinario de santiago en 1734.